# Carolina Schmidt
María Carolina Schmidt Zaldívar (Santiago, 9 de septiembre de 1967) es una ingeniera comercial, empresaria y política chilena. Desde agosto de 2018 hasta noviembre de 2021, se desempeñó como ministra del Medio Ambiente bajo el segundo gobierno del presidente Sebastián Piñera.
En el primer gobierno de Piñera ejerció como ministra directora del Servicio Nacional de la Mujer (Sernam), cargo en el que se mantuvo hasta mediados de abril de 2013, cuando se le encargó la cartera de Educación tras la destitución de Harald Beyer.

## Familia y estudios
Es la única mujer de los seis hijos del matrimonio compuesto por el ingeniero, empresario y dirigente gremial Alfredo Schmidt Montes y Luz Inés Zaldívar Mackenna. Es sobrina de los políticos de matriz democratacristiana Alberto, Andrés y Adolfo Zaldívar Larraín.
Cursó sus estudios secundarios en el colegio Villa María Academy de Santiago de Chile. Luego, continuó los superiores en la carrera de ingeniería comercial en la Pontificia Universidad Católica (PUC). Asimismo, cursó un diplomado en marketing en la Universidad de Nueva York, en los Estados Unidos.
Se casó el 26 de junio de 1993 con el abogado Gonzalo Molina, socio del estudio de abogados Barros & Errázuriz, con quien tuvo tres hijos: Colomba, Sofía y Max.

## Actividad profesional
Su primer trabajo fue de vendedora en Londres, Reino Unido, hasta donde llegó por intermedio del empresario Alfonso Swett, padre de un compañero de curso suyo en la PUC. Más tarde, él mismo la envió a Florencia, Italia, a aprender desde el diseño hasta la fabricación de los zapatos. Así, permaneció diez años en dicha empresa, Forus, en la cual terminó por potenciar las líneas dedicadas a la mujer.
En 2000 asumió como gerenta general de revista Capital, cuyo dueño en ese entonces era el empresario Guillermo Luksic. Su misión sería hacer una revista de buen nivel y que no se fuera a pérdida. Siendo aún gerenta general de la publicación, en 2008, Luksic la nombró miembro del directorio de la Viña Tabalí.
Participó como consejera de Comunidad Mujer, entidad donde elaboró un informe para ampliar la cobertura del cuidado infantil hasta los cuatro años para hijos de madres trabajadoras y padres que tuvieran la custodia de su hijo. Además, fue consejera del Centro de Estudios Empresariales de la Mujer (Cemm) de la Universidad del Desarrollo. En 2010, Schmidt se desempeñaba como gerenta general de Foods Compañía de Alimentos CCU.
Tras su paso por el gobierno, en julio de 2014 asumió como directora ejecutiva del Teatro del Lago en Frutillar, y en noviembre del mismo año fue elegida miembro del directorio del holding Enersis. A mediados de 2015 dejó ambas responsabilidades para comenzar un año sabático en la ciudad española de Barcelona junto a su familia. En julio de 2017, ya de regreso en Chile, asumió como gerenta general de Medios del grupo Copesa.

## Carrera política
Integró —como independiente— el Consejo Asesor en Políticas de la Infancia, creado por la presidenta Michelle Bachelet.

### Primer gobierno de Piñera

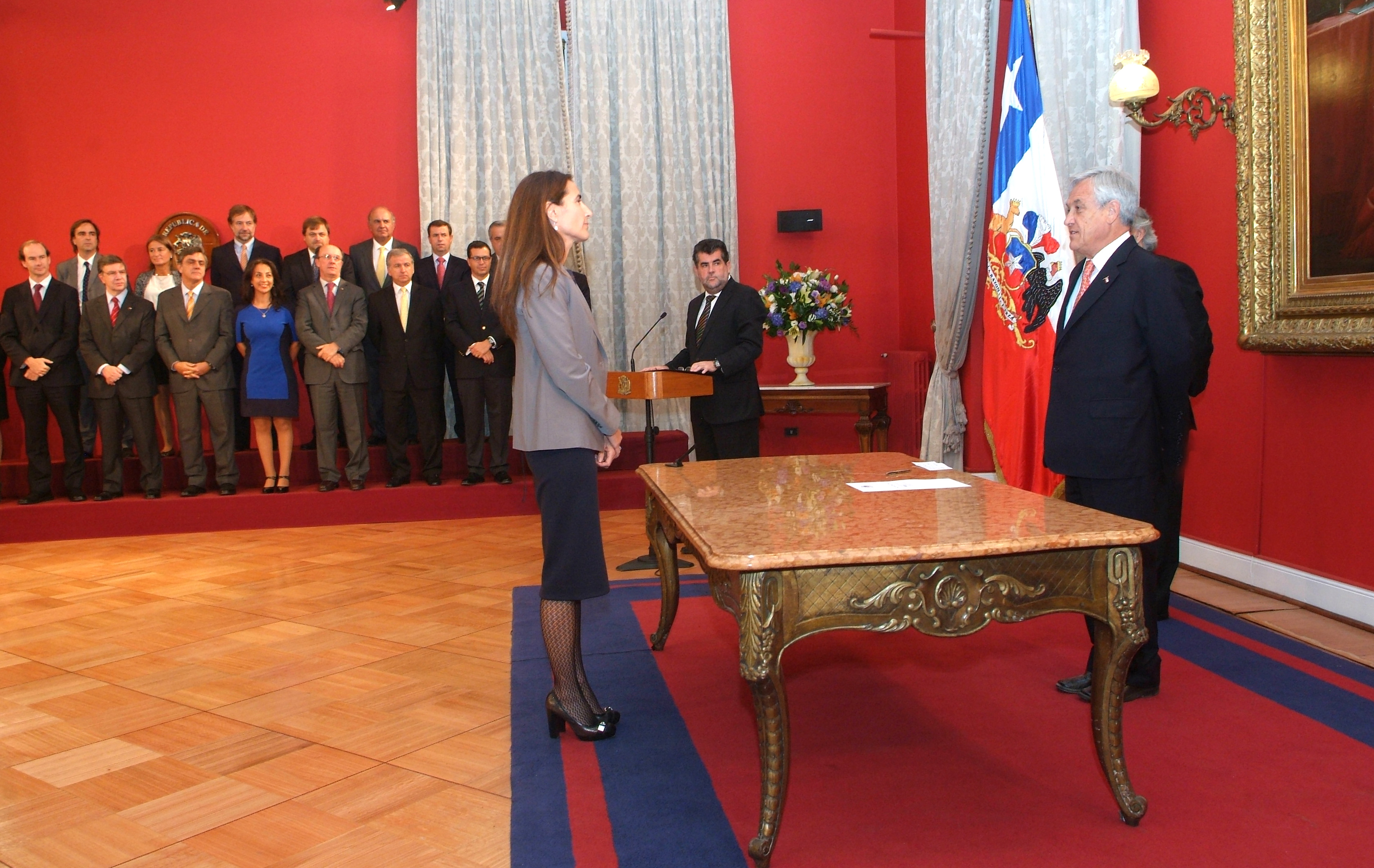
Schmidt jurando como ministra de Educación ante Sebastián Piñera.

Fue nominada por Sebastián Piñera para asumir como ministra directora del Servicio Nacional de la Mujer de Chile (Sernam) a mediados de febrero de 2010, responsabilidad que asumió el 11 de marzo de ese año, día en que se iniciaba la nueva administración. Durante su administración tuvo lugar la aprobación del proyecto de ley que estableció la extensión del periodo de posnatal de tres a seis meses, una de las promesas de campaña del mandatario.
Asumió como ministra de Educación en abril de 2013, tras la destitución, por parte del Congreso, del economista e investigador Harald Beyer, quien fue acusado constitucionalmente por no perseguir el lucro en la educación universitaria, entre otros cargos. En un álgido momento de manifestaciones estudiantiles en junio de 2013 citadas por la Confech, Schmidt viajó intempestivamente fuera del país, a Roma, para celebrar su vigésimo aniversario de matrimonio, respondiendo a las críticas de los estudiantes indicando que no sólo era ministra de Estado, sino también madre, debiendo responder a su familia "donde nadie la puede reemplazar". Dejó la responsabilidad el 11 de marzo de 2014, junto con el fin del mandato de Piñera.

### Segundo gobierno de Piñera

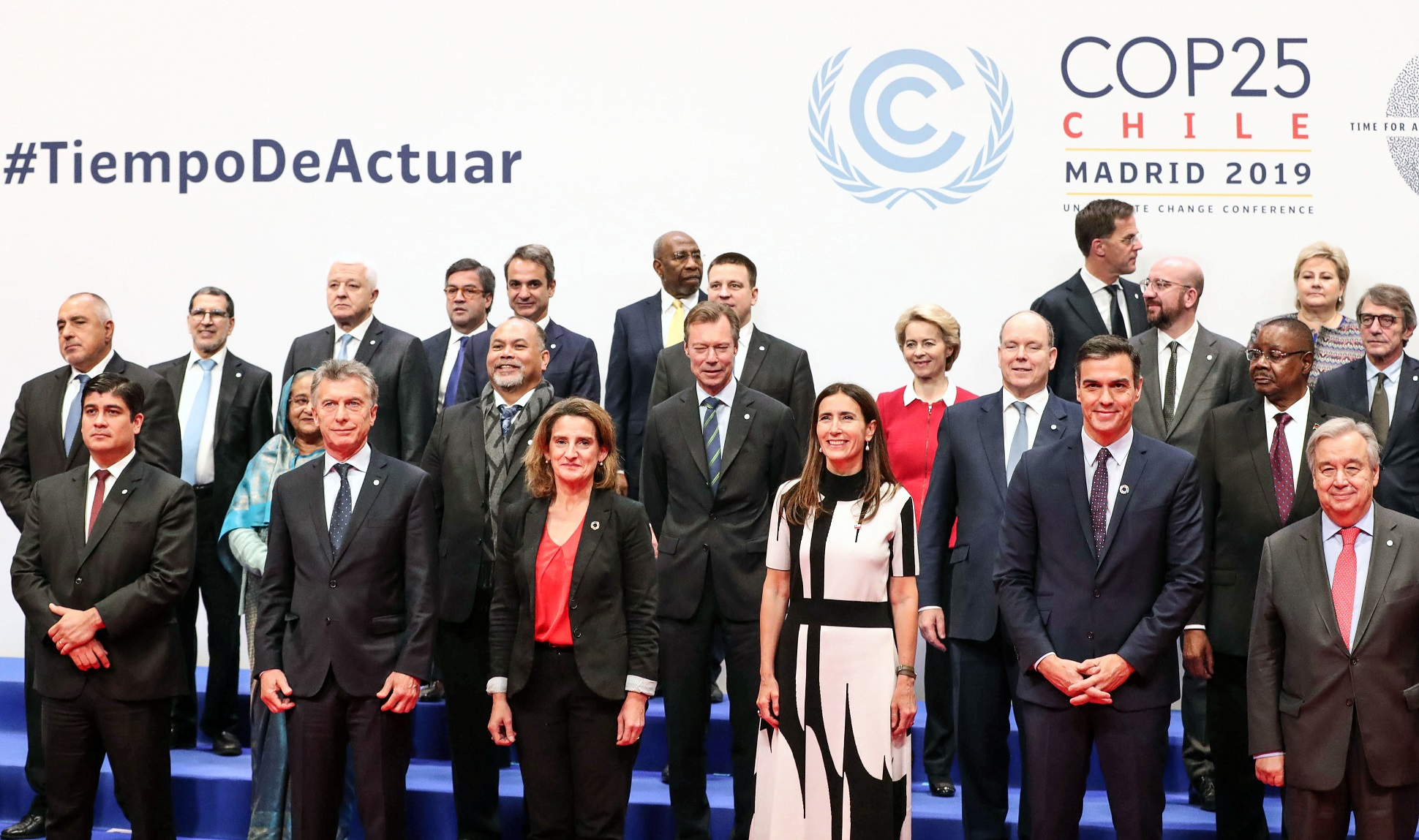
Schmidt, de blanco en primera fila, en la foto oficial de la COP25 en Madrid.

En agosto de 2018, asumió como ministra de Medio Ambiente del segundo gobierno de Sebastián Piñera.
En ese rol ejerció como presidenta de la Conferencia de las Naciones Unidas sobre el Cambio Climático («COP25»), inicialmente agendada para realizarse en Santiago, pero que tras las protestas de 2019 fue trasladada a Madrid. Durante la conferencia, realizada entre el 2 y el 15 de diciembre, recibió diversas críticas negativas por su gestión, provenientes de la Unión Europea, Greenpeace, delegaciones y ONG ambientalistas. Más tarde, fue interpelada por la Cámara de Diputados de Chile, siendo interrogada por el cuestionado rol negociador de Chile en la COP25, y también por la negativa del gobierno de firmar el Acuerdo de Escazú.
Renunció al cargo de ministra el 22 de noviembre de 2021 y fue sucedida por el entonces subsecretario de la entidad, Javier Naranjo Solano. Asimismo, Piñera nombró al jefe de División de Calidad del Aire y Cambio Climático, Marcelo Fernández Gómez, como subsecretario de Medio Ambiente, en reemplazo de Naranjo.